# Bertha Dorph
Pour les articles homonymes, voir Dorph.
Bertha Dorph, née Bertha Olga Vilhelmine Herlich Green le 9 juin 1875 à Copenhague dans la région du Hovedstaden et morte le 25 février 1960 à Hillerød dans la même région, est une peintre danoise.

## Biographie
Bertha Dorph naît en 1875 à Copenhague. Entre 1893 et 1897, elle est formée par les peintres Harald Slott-Møller et Peter Ilsted à Copenhague. Elle passe ensuite un an à Berlin ou elle étudie notamment la gravure à l'académie d'architecture de Berlin. Elle expose pour la première fois en 1899 lors de l'exposition annuelle organisée par l'association Den Frie Udstilling.
En 1900, elle épouse le peintre Niels Vinding Dorph (da). Elle se spécialise dans les portraits de femmes et d'enfants. En 1907, elle obtient la médaille Thorvaldsen pour son tableau Visite à la maternité (Et besøg hos den unge barselskone). Elle se diversifie ensuite en peignant des natures mortes et des paysages. En 1925, elle peint pour l'église d'Ollerup situé à Svendborg une autre œuvre importante de sa carrière nommée Nuit de Noël (Julenat).
À côté de son activité de peintre, Dorph travaille comme designer, notamment sur le mobilier, l'argenterie et les affiches publicitaires. Avec son mari, elle dirige dans les années 1910 et 1920 une école d'art réservée aux femmes.
Elle remporte le prix Tagea Brandt Rejselegat en 1940.
Dorph décède à Hillerød en 1960 à l'âge de 84 ans.
Ces œuvres sont notamment visibles au ARoS Aarhus Kunstmuseum, au Randers Kunstmuseum et au Fyns Kunstmuseum.

## Prix et récompenses notables
- Médaille Thorvaldsen en 1907.
- Tagea Brandt Rejselegat en 1940.